# Župeno
Župeno je naselje v Občini Cerknica.